# Hermann Bellinghausen
Hermann Bellinghausen (Ciudad de México, 17 de mayo de 1953) es un escritor, poeta, narrador, editor y médico mexicano y analista político afín a la izquierda política.
Después de haber estudiado medicina en la Universidad Nacional Autónoma de México, en el campo del periodismo ha sido redactor para las revistas Solidaridad y Mundo Médico, editor para la revista Ojarasca así como colaborador para el periódico La Jornada como corresponsal en Chiapas. En 1995, ganó el Premio Nacional de Periodismo de México en la categoría al mejor reportaje, sin embargo declinó el galardón.
En colaboración con Alberto Cortés escribió el guion para la película Ciudad de ciegos. Participó como editor (junto con Hugo Hiriart) en el testimonio colectivo Pensar el 68. Nuevamente a finales de 2008 presenta la película llamada Corazón del tiempo, en la cual vuelve a colaborar con Alberto Cortés haciendo el guion. La película figuró en el Festival Internacional de Cine de Guadalajara número 24, a principios del 2009.

## Libros
- La hora y el resto
- De una vez
- El telar de los gallos
- Crónica de multitudes
- Aire libre
- La entrega
- Acteal: crimen de Estado
- Encuentros con mujeres demasiado guapas
- Ver de memoria
- Trópico de la libertad
- Memorial del astronauta